# Nyitragaráb
Nyitragaráb (1899-ig Chrábor, szlovákul Chrabrany) község Szlovákiában, a Nyitrai kerület Nagytapolcsányi járásában.

## Fekvése
Nagytapolcsánytól 3 km-re délnyugatra, a Nyitra jobb partján fekszik.

## Története
A régészeti leletek tanúsága szerint már az újkőkorban emberi település volt a területén. A régészek a volútai kultúra maradványait és a hallstatti kultúra urnás sírjait tárták fel itt. A régészeti kutatások szerint helyén a 9. században korai szláv település állt.
A mai falut 1291-ben "Hrabor" néven említik először. 1326-ban a király megerősítette a nyitrai káptalan itteni birtoklását. 1335-től a Ludányi nemzetség garábi ágának birtoka volt. 1687-ben az Erdődyek lettek a földesurai. 1869-ben a Strummer család szerezte meg. 1715-ben 19 adózó háztartása volt. 1753-ban 67 család élt itt. 1787-ben 48 házában 383 lakos élt. 1828-ban 59 háza volt 416 lakossal, akik mezőgazdasággal, főként cukorrépa termesztéssel foglalkoztak, mások a közeli nagybirtokokon dolgoztak. 1902-ben a falu egy nagy tűzvészben leégett.
Fényes Elek szerint "Chrabor, tót falu, Nyitra vgyében, Tapolcsán mellett: 438 kath., 13 zsidó lak. – Van termékeny földe; sok és jó réte. F. u. Jezerniczky, sat."
A trianoni békeszerződésig Nyitra vármegye Nagytapolcsányi járásához tartozott.

## Népessége
| Év:            | 1994. | 2004.   | 2014.   | 2024.    |
| -------------- | ----- | ------- | ------- | -------- |
| Emberek száma: | 804   | 764     | 748     | 932      |
| Eltérés:       |       | -4,97 % | -2,09 % | +24,59 % |

| Év:            | 2023. | 2024.   |
| -------------- | ----- | ------- |
| Emberek száma: | 927   | 932     |
| Eltérés:       |       | +0,53 % |

1910-ben 656, túlnyomórészt szlovák anyanyelvű lakosa volt.
2001-ben 773 lakosából 758 szlovák volt.
2011-ben 763 lakosából 741 szlovák volt.

## Nevezetességei

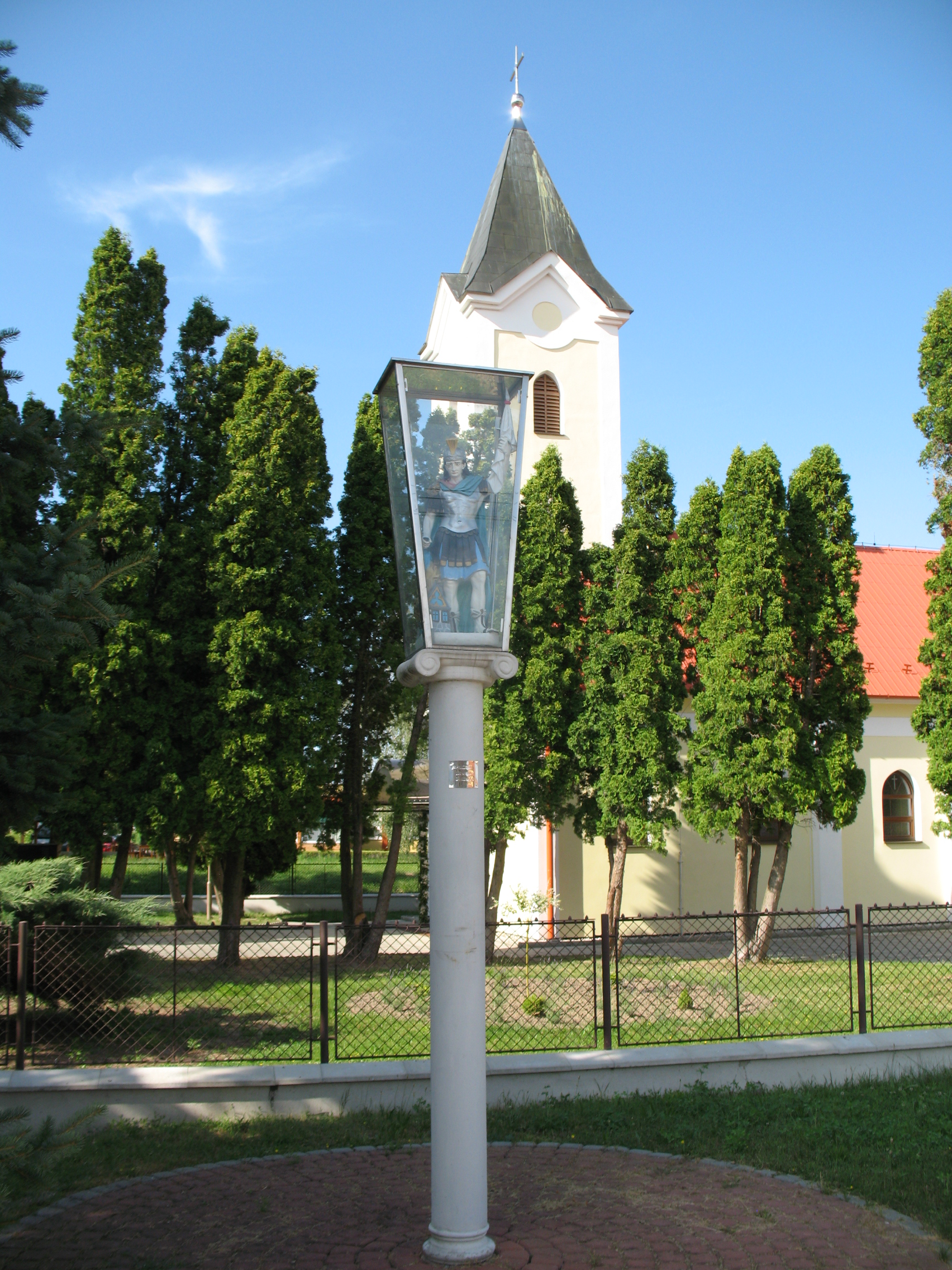
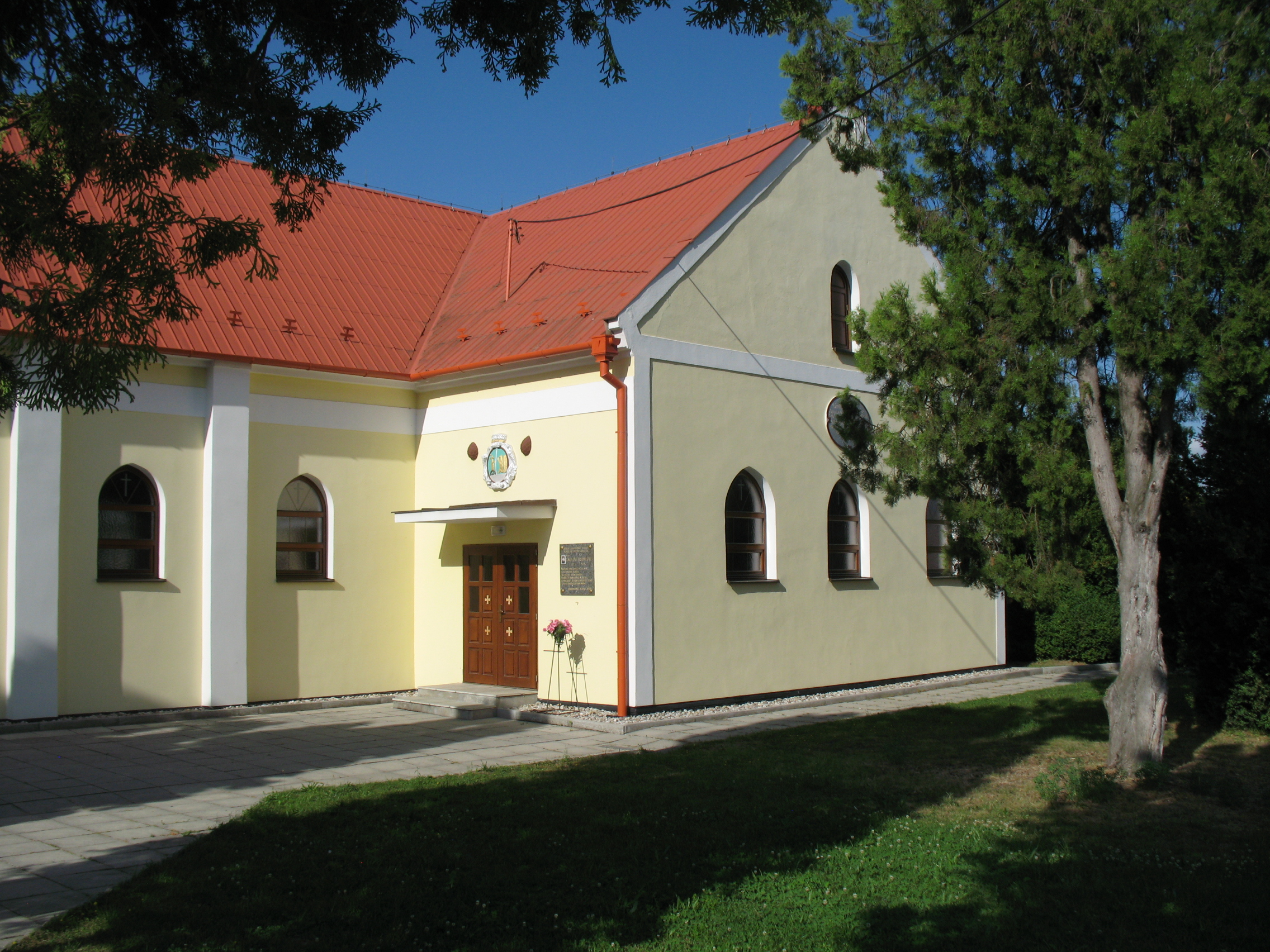

- Szent Joachim és Szent Anna tiszteletére szentelt római katolikus temploma 1718-ban épült. Építtetője Erdődy József és felesége voltak.

## Külső hivatkozások
- Községinfó
- Nyitragaráb Szlovákia térképén
- Travelatlas.sk
- E-obce.sk[halott link]